# Ждите «Джона Графтона»
«Ждите „Джона Графтона“» (латыш. Gaidiet «Džonu Graftonu») — телевизионный двухсерийный художественный фильм режиссёра Андриса Розенбергса. Снят по заказу Гостелерадио СССР на Рижской киностудии в 1979 году. В основе беллетризированного сценария лежит реальная история о доставке партии оружия во время революции 1905 года на пароходе «Джон Графтон».

## Сюжет
В начале лета 1905 года к живущему на окраине Лондона латышскому политэмигранту капитану Жанису Траутману обратились представители партии эсеров Красильников и Элконен с предложением провести пароход с грузом оружия к берегам России. Набрав команду из старых и испытанных товарищей Траутман меняет команду купленного подставными лицами английского грузового судна. В ходе возникшей по этому поводу перебранки ножевое ранение получил матрос старой команды Дэвид Блейк. Раненного Блейка и ветеринарного врача Грубера, сопровождавшего груз препаратов от сибирской язвы, вынуждены оставить на борту судна.
В открытом море на борт судна были загружены оружие и взрывчатка. Пароход взял курс на пролив Орезунд, где его должен встретить связной. В то время в руки жандармов попадает Генрих Адельберг, один из участников операции, ответственный за организацию тайников. На допросе у полковника Ратаева Адальберг понимает, что сотрудникам охранки известны все детали миссии «Джона Графтона». Сознавая свою ответственность в провале порученного ему дела, Адельберг кончает с собой в тюремной камере.
Газетное сообщение о самоубийстве товарища дало повод предположить наличие провокатора среди руководителей акции. Чтобы выяснить имя предателя, Паул Элконен даёт три ложных пароля трём разным лицам. В то же время он, ради спасения практически проваленного дела, передаёт свои полномочия в руки большевиков. Эсер Коншин решает самостоятельно добраться на борт судна, но в проливе Орезунд его встречает переодетый агент охранки Отцов, посланный Ратаевым с новым паролем. Он убивает Коншина и вскоре попадает на борт подошедшего парохода.
Траутман с Красильниковым разгадали в прибывшем курьере скрытого врага и поместили его под арест. Той же ночью кто-то помог ему бежать. Красильников видит в происшедшем вину Блейка или Грубера. Не имея возможности провести тщательное расследование, он настаивает на смерти обоих подозреваемых. Траутман, опасаясь, что пострадает невиновный, к явному неудовольствию команды высказывается против Красильникова.
Посланный Траутманом на берег матрос доносит до руководителей операции информацию о сложившейся ситуации. Судну было приказано следовать новым курсом к острову Нарген. Благодаря уловке с фальшивым паролем, эсерам удалось выявить предателя, но на борту оставался ещё один человек охранки — им оказался именующий себя Дэвидом Блейком переодетый флотский офицер. Ему удалось посадить судно на мель, и капитан Траутман был вынужден отдать приказ об эвакуации. Перегрузив часть оружия на шлюпки, команда покинула обречённый пароход.

## В ролях
- Янис Паукштелло — Траутман
- Юрис Плявиньш — Красильников
- Юрис Стренга — Элконен
- Ионас Пакулис — Ратаев
- Юозас Будрайтис — Адельберг
- Роландс Загорскис — Блейк
- Эрнст Романов — Грубер
- Ингуна Степране — Настенька
- Аквелина Ливмане — Энн
- Мирдза Мартинсоне — Елена Павловна
- Ромуалдс Анцанс — Литвинов
- Андрис Берзиньш — Мартин
- Хельмут Калныньш — Коншин
- Арнольд Лининьш — Сниккер
- Ольгерт Кродерс — Лукшин
- Рудольф Плепис — Гнездин
- Андрис Мекшс — Реппо
- Александр Лейманис — Бэк
- Бертулис Пизич — Авилов
- Рихард Пикс — хозяин
- Регина Разума — хозяйка
- Виктор Шильдкнехт — Джексон
- Мартыньш Вердыньш — Отцов
- Улдис Думпис — связной
- Улдис Вейспалс — матрос
- Виктор Чекмарёв — Ларион Николаевич

## Съёмочная группа
- Авторы сценария: Владлен Дозорцев, Валерий Стародубцев
- Режиссёр-постановщик: Андрис Розенбергс
- Оператор-постановщик: Янис Мурниекс
- Композитор: Паулс Дамбис
- Художник-постановщик: Виктор Шильдкнехт